# Geylang

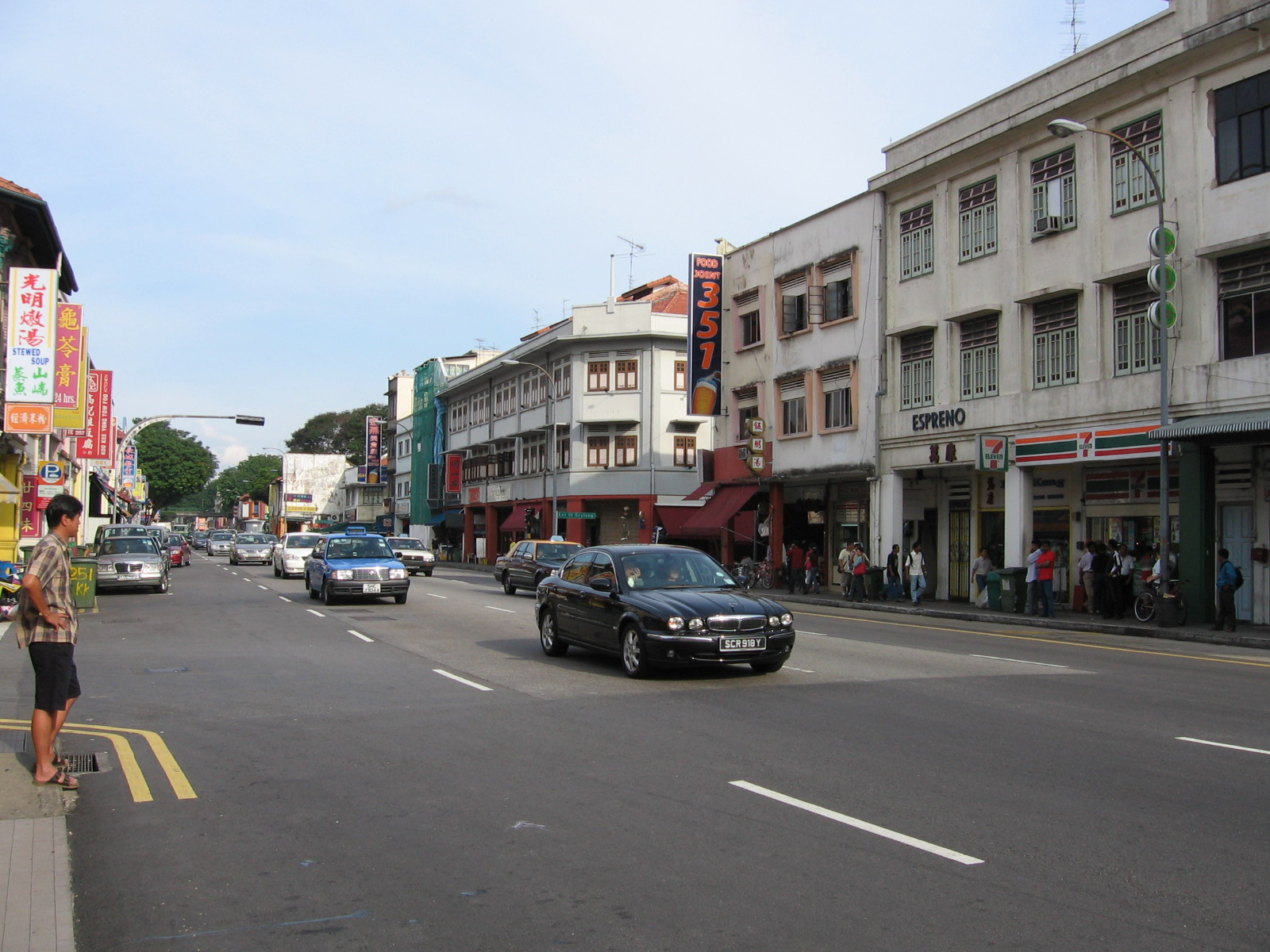
Đường Geylang

Geylang là khu quy hoạch của Singapore, phía đông của Vùng Trung tâm và trung tâm thương mại Singapore.

## Vấn đề an ninh
Gái mại dâm, băng đảng, cờ bạc, thuốc lậu… các loại tệ nạn tập trung về đây khiến Geylang như một xã hội tách biệt trong lòng Singapore.
Singapore có mức phạt rất nặng đối với những người vi phạm vứt rác nơi công cộng. Nhưng ở Geylang, rác có thể được vứt mọi nơi trên đường phố. Thống kê của cảnh sát, năm 2013 riêng khu vực Geylang xảy ra 135 vụ giết người, cướp giật, hiếp dâm… Các vụ ẩu đả diễn ra thường xuyên. Tình hình an ninh ở Geylang chuyển biến không đáng kể, bất chấp các chiến dịch của cảnh sát.
Tờ Straitstimes của Singapore từng nhận định, Geylang còn bất ổn hơn cả khu vực Tiểu Ấn, vốn cũng đầy băng đảng và các loại tệ nạn. Tại Geylang, chiếm đông nhất là các băng đảng, du côn gốc Hoa và thứ đến là người gốc Ấn. Mại dâm là cái đầu tiên du khách các nước Đông Nam Á được giới thiệu khi nói tới Geylang. Ở Geylang, gái mại dâm có thể đến từ nhiều quốc gia: Trung Quốc, Thái Lan, Philippines, và Việt Nam…
Hoạt động mại dâm ở Geylang thời gian gần đây đã giảm phần nhộp nhịp, một phần do các chiến dịch truy quét của cảnh sát. Giới chức Singapore không bàng quan với tình trạng ở Geylang. Các cuộc truy quét, bắt giữ tiến hành thường xuyên ở khu vực này. Tuy nhiên thế giới ngầm ở Geylang vẫn rất khó trừ diệt.